# 블라디미르 솔로비요프 (텔레비전 진행자)
블라디미르 루돌포비치 솔로비요프 (러시아어: Владимир Рудольфович Соловьёв, 1963년 10월 20일 출생)는 러시아의 텔레비전 진행자이다. 그는 2012년부터 러시아 1에서 방영되는 텔레비전 프로그램 블라디미르 솔로비요프와 함께하는 저녁의 진행자를 맡고 있다.
1990년, 솔로비요프는 경제학을 가르치기 위해 미국으로 떠났다. 그곳에서 그는 정치 생활에 적극적으로 참여하고 사업을 시작했다. 1992년 러시아로 돌아온 후에도 사업을 계속했다. 1997년 솔로비요프는 실버 레인 라디오의 진행자가 되었다. 1999년, 그는 ORT TV 채널에 초빙되어 알렉산드르 고르돈과 함께 "프로세스" 프로그램을 진행하기 시작했다. 동시에 그는 TNT 채널에서 "솔로비요프를 위한 열정" 프로그램을 진행했다. 2001년부터 2003년까지 솔로비요프는 TV-6 및 TVS에서 "솔로비요프와 함께하는 아침 식사", "나이팅게일의 밤", "결투", "여기 누가 왔는지 봐!" 프로그램을 진행했다.
2003년 6월, 솔로비요프는 NTV에 고용되어 토크쇼 "오렌지 주스", "장벽으로!", 그리고 "솔로비요프와 함께하는 일요일 저녁"을 진행했다. 2004년부터 솔로비요프는 예술 및 저널리즘 성격의 여러 권의 책을 출판했으며, 두 장의 음악 앨범을 녹음했다. 그는 유명한 인터뷰 진행자가 되었고, 2005년에는 해당 부문에서 TEFI 상을 수상했다. 2010년 여름 솔로비요프는 실버 레인 라디오를 떠나 베스티 FM 라디오와 러시아 1 TV 채널로 옮겨 토크쇼 "포예디노크"를 진행하기 시작했다.
2015년 11월 9일 어나니머스 인터내셔널에 의해 밝혀진 바에 따르면, 솔로비요프, 가스프롬, 루크오일, 세르게이 나리시킨, 이고르 루덴스키, 디미트리 페르신 (러시아어: Димитрий Першин), 블라디미르 푸틴의 영적 멘토인 티혼 셰프쿠노프, 그리고 알렉세이 쿠드린은 홍보(PR) 또는 정부 관계(GR) 전문가 알렉세이 울랴노프(러시아어: Алексей Ульянов)를 통해 잘 연결되어 있다.
2022년 3월, 유튜브는 그의 채널 솔로비요프 라이브(Solovyov Live)를 차단했다. 이후 그는 러시아가 우크라이나 침공 이후 금지한 뉴스 채널 유로뉴스의 TV 주파수를 배정받았다.

## 초기 생활과 교육
블라디미르 루돌포비치 솔로비요프는 1963년 10월 20일, 러시아 SFSR 모스크바, 소련의 유대인 가족에게서 태어났다. 그의 아버지 루돌프 나우모비치 솔로비요프는 정치 경제학 교사이자 모스크바 복싱 챔피언이었다. 그의 어머니 인나 솔로모노브나 솔로비요바는 보로디노 전투 박물관에서 미술 평론가로 일했다.
솔로비요프의 부모는 모스크바 국립 교육 대학교 학생 시절에 만났다. 블라디미르가 네 살 때 헤어졌지만, 친구 관계를 유지했다. 솔로비요프의 외할아버지 솔로몬 리보비치 샤피로는 대조국 전쟁(제2차 세계 대전의 동부 전선에 대한 러시아 용어) 참전 용사이자 비행 시험장(LIS) 책임자, 중령이었다. 그의 친할아버지 나움 세묘노비치 비니츠코프스키 또한 대조국 전쟁 참전 용사였으며, 적성훈장 수훈자였다.
솔로비요프는 모스크바의 72번 학교에서 1학년을 다녔다. 2학년부터는 엘리트 특수 학교인 27번 학교에서 영어를 포함한 여러 과목을 심도 있게 공부했으며, 이곳에는 소련 공산당 중앙위원회 위원, 외교관, 기타 저명인사들의 자녀와 손자들이 다녔다. 이 학교는 현재 영어 심화 학습 학교 1232번 중등학교로 알려져 있다. 14세에 솔로비요프는 공산주의 청년 동맹인 콤소몰에 입학했다.
9학년 때 솔로비요프는 공수도에 관심을 갖게 되었다. 그 전에는 축구를 했으며 모스크바 청소년 축구 학교에서 훈련을 받았다. 그러나 동시에 공수도를 수련해야 했기 때문에 축구를 포기할 수밖에 없었다.
학교를 마친 후, 블라디미르 솔로비요프는 1980년에 모스크바 철강 합금 연구소에 입학했다. 그는 1986년에 물리학 및 화학 학부를 우등으로 졸업했다. 재학 중 그는 블라디슬라프 수르코프와 미하일 프리드만과 함께 공부했는데, 이들 둘은 솔로비요프가 1981년부터 알고 지내던 사이였다.
졸업 후, 솔로비요프는 1986년부터 1988년까지 청년 단체 위원회에서 전문가로 일했다. 이 기간 동안 그는 여가 시간에 글쓰기를 했다.
청년 단체 위원회에서 근무한 후 솔로비요프는 소련 과학 아카데미의 세계 경제 및 국제 관계 연구소에서 대학원 과정을 밟으며 학업을 계속했다. 그는 1990년에 "미국과 일본 산업에서 신소재 생산의 주요 추세와 그 사용 효율성 요인"이라는 제목의 경제학 박사 학위 논문을 방어했다. 그의 학위는 "자본주의 국가 경제학"을 전공으로 수여되었다.

## 경력

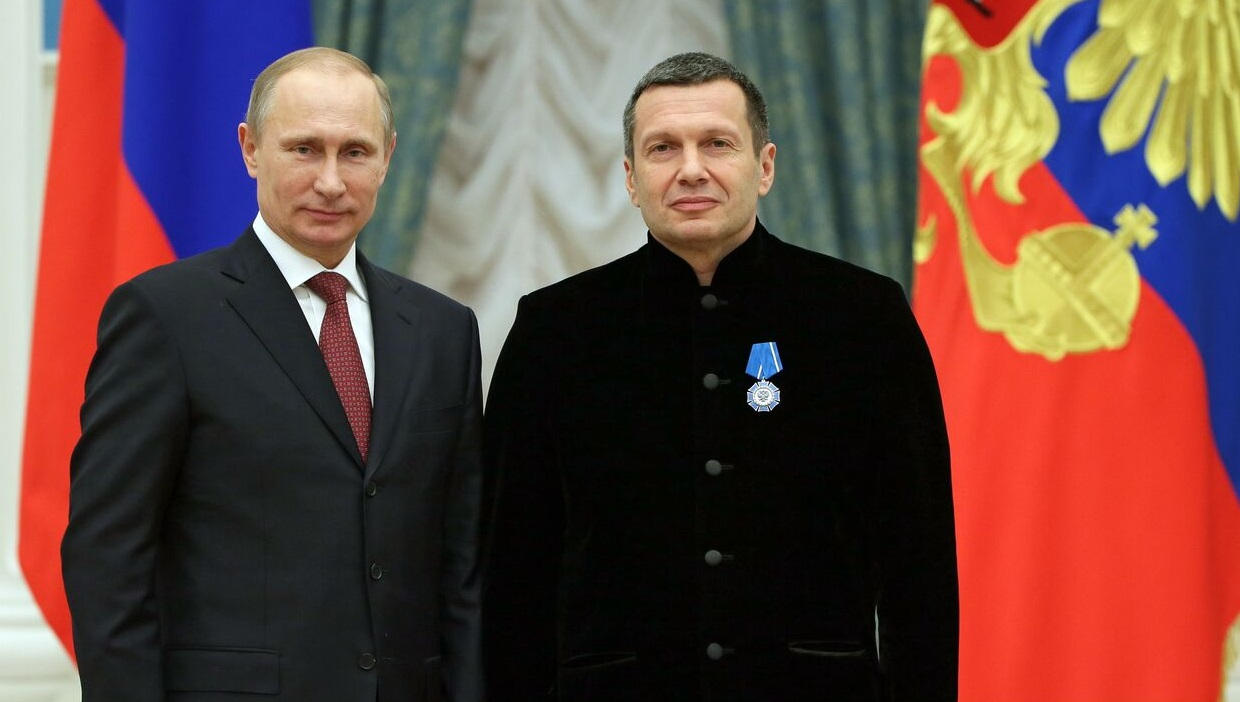
2013년 블라디미르 푸틴으로부터 명예 훈장을 받는 솔로비요프

1990년대 초, 솔로비요프는 앨라배마 대학교 헌츠빌에서 경제학을 가르쳤다.
1999년 솔로비요프는 두 개의 TV 토크쇼에서 진행자로 처음 출연했다. ORT 채널의 '더 프로세스'(알렉산드르 고르돈과 공동 진행, 1999~2001)와 TNT 채널의 '솔로비요프를 위한 열정'(1999~2002)이다. 이어서 그의 자체 프로젝트인 '솔로비요프와 함께하는 아침 식사'와 '나이팅게일의 밤'이 TV6에서 방영되었는데, '나이팅게일의 밤'은 2002년 초 방송국이 폐쇄되기 전 마지막으로 방영된 프로그램이었다. 또한 TVS의 '누가 오는지 봐!', '결투'와 NTV의 '오렌지 주스'도 진행했다.
2013년 새해 전야, 우크라이나의 코미디언이자 훗날 우크라이나 대통령이 될 볼로디미르 젤렌스키와 후에 우크라이나 침공에 반대하며 2022년 러시아를 떠난 러시아 코미디언 막심 갈킨은 러시아 1 TV 채널의 전통적인 신년 프로그램인 작은 파란 불빛에서 함께 공연했다. 솔로비요프 또한 이 쇼에 진행자 중 한 명으로 출연하여 젤렌스키의 공연 중 관객들 사이에서 춤을 추었다.
2018년 9월부터 솔로비요프는 러시아 1 채널에서 "모스크바. 크렘린. 푸틴" 쇼를 진행하며 한 시간 동안 대통령이 지난주에 한 일들을 이야기한다. 이 프로그램의 억양, 게스트 선정 - 첫 방송에서는 드미트리 페스코프 대통령 대변인과 통합 러시아 소속 국회의원 안드레이 마카로프와 같은 국가 권력과 관련된 인물들만이 출연했으며, 공동 진행자(VGTRK)인 언론인 파벨 자루빈은 여러 언론에서 이 쇼를 푸틴의 지지율을 높이려는 시도로 간주하게 만들었다.

### 2022년 러시아의 우크라이나 침공
2022년 2월 23일, 러시아의 우크라이나 전면 침공이 시작되기 하루 전, 솔로비요프는 유럽 연합의 제재를 받아 제재가 해제되지 않는 한 EU 국가 입국이 금지되었다. 그의 EU 내 모든 자산은 동결되었다.
2022년 러시아의 우크라이나 침공이 시작되기 전, 솔로비요프는 러시아가 "우크라이나 영토로 병력을 투입하지 않고도 우크라이나 군사 기반 시설을 완전히 전멸시킬 충분한 화력을 가지고 있다. 그러나 우리는 그렇게 할 준비를 하고 있지 않다"고 주장했다. 그는 나중에 침공을 지지하며 "오늘은 우크라이나의 탈나치화를 위한 정의로운 작전이 시작된 날이다"라고 말했다.
2022년 2월 27일, 솔로비요프는 러시아의 우크라이나 침공 이후 국제 제재 대상에 올랐으며, 그의 코모호 부동산 소유권이 위태롭다고 밝혔다. 이후 2022년 3월 5일, 가디언은 이탈리아의 재정 수비대가 그의 빌라와 억만장자 알리셰르 우스마노프의 재산을 압류했다고 보도했다. 2022년 4월 6일, 코모호 기슭에 있는 그의 빌라가 화재로 심하게 손상되었는데, 이는 아마도 의도적인 방화였을 것으로 보인다.
2022년 3월, 솔로비요프는 "우크라이나에서 멈출 것이라고 생각한다면 300번 다시 생각하라. 우크라이나는 러시아 연방의 안전을 위한 중간 단계일 뿐임을 상기시켜 주겠다"고 경고했다. 그는 서방의 지원을 받는 우크라이나 "반데라주의자"들이 자신을 "유대인 반파시스트"이기 때문에 암살하려 했다고 비난했다.
2022년 3월 현재, 유튜브는 "세 번의 경고" 정책에 따라 그의 채널 솔로비요프 라이브를 차단했다. 그는 그 후 우크라이나 침공 이후 러시아에서 금지된 뉴스 채널 유로뉴스의 TV 주파수를 배정받았다.
2022년 4월 20일, 솔로비요프는 러시아 국영 TV에서 우크라이나에 대한 "특수 작전"의 일환으로 시작된 전쟁의 새로운 단계에 대해 이야기했다. 그는 이 새로운 전쟁 단계가 "나토의 전쟁 기계와 모든 시민"을 대상으로 할 것이며, 러시아는 "자비를 보이지 않을 것"이라고 주장했다.
2022년 4월 26일, RT 편집장 마르가리타 시모냔은 블라디미르 솔로비요프와 함께하는 저녁에서 솔로비요프와 제3차 세계 대전과 핵전쟁의 가능성에 대해 논의하면서 "개인적으로 저는 가장 현실적인 방법은 제3차 세계 대전의 길이라고 생각합니다. 우리와 우리의 지도자 블라디미르 푸틴이 모든 것이 어떻게 돌아가는지 알고 있는 것을 바탕으로, 우리가 포기할 가능성은 없습니다... 우리는 모두 언젠가 죽을 것입니다."라고 말했다. 솔로비요프는 덧붙였다. "그러나 우리는 천국으로 갈 것이고, 그들은 그냥 죽을 것이다."
전 상트페테르부르크 부지사였던 이고르 알빈은 자신의 텔레그램 채널에 다음과 같이 썼다. "미친 '선전가들'은 지옥에서 불탈 것이다. 전쟁 중에는 자기 편을 비난하지 않지만, 그렇다고 자랑해서도 안 된다. 핵전쟁에는 승자가 없을 것이다!" 2022년 6월, 솔로비요프는 미국-영국의 우크라이나 군사 지원이 크렘린에 의해 분쟁의 확대라고 간주된다고 경고하며 "이것을 극복할 수 있기를 바란다. 만약 모든 것이 지금처럼 계속 진행된다면, 바이칼호에 사는 몇몇 돌연변이만이 살아남을 것이고, 나머지는 대규모 핵 공격으로 파괴될 것이다"라고 말했다.
2022년 5월 13일, 그는 러시아군이 "절망적으로 구식 무기"를 가지고 우크라이나로 파견되고 있다고 불평했다. 2022년 8월 18일, 그는 미사일을 사용하여 베를린, 파리, 런던, 브뤼셀을 공격할 것을 제안했다.
2022년 10월 5일, 그는 일부 고위 러시아 지휘관들이 총살형에 처해져야 한다고 말했다. 날조된 풍자 자막이 달린 영상은 솔로비요프가 푸틴의 부분 동원령에 따라 러시아군에 징집된 것에 대해 불평하는 모습을 보여주는 온라인에서 유포되었다.

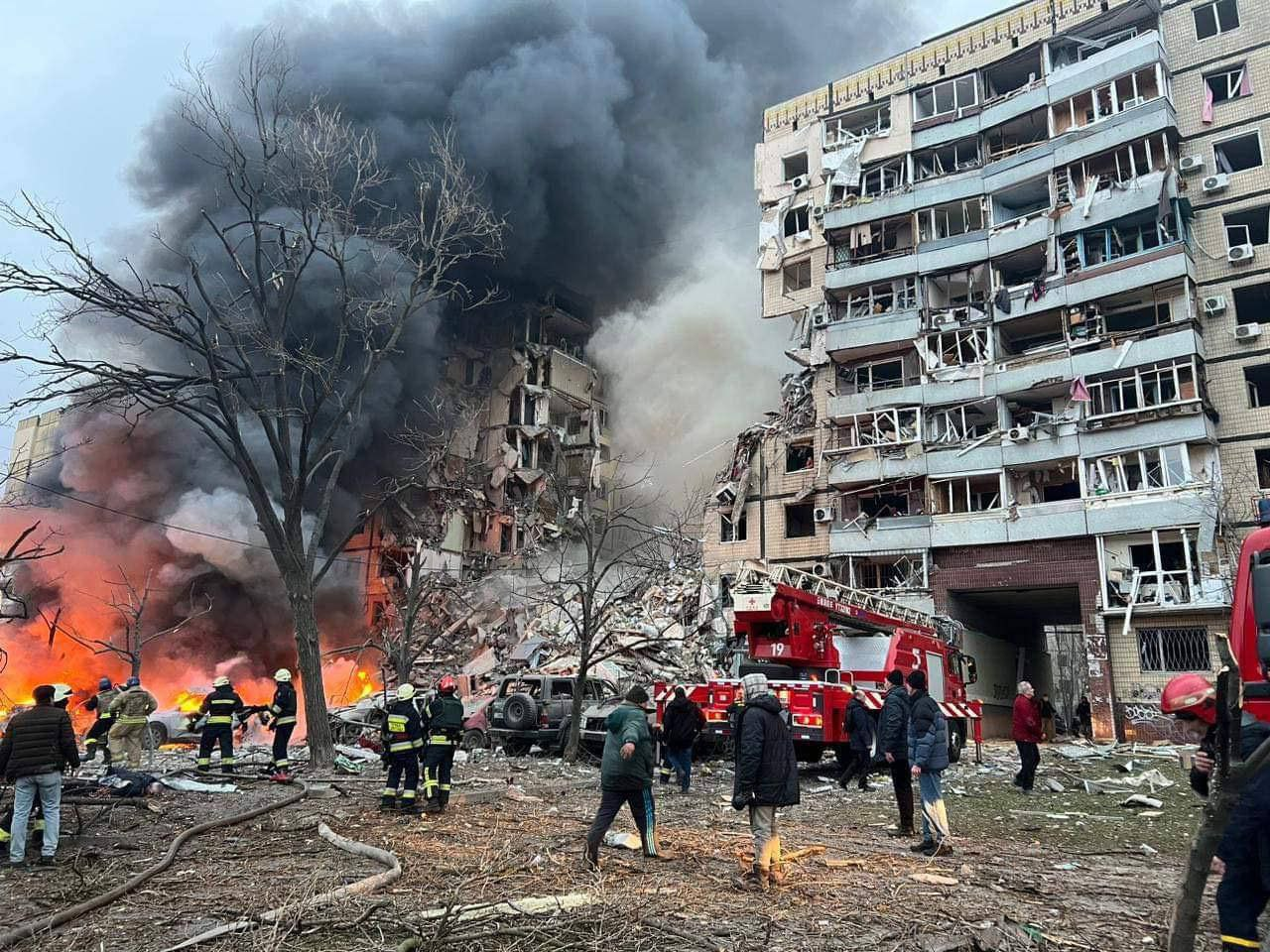
드니프로, 우크라이나의 주거 건물. 2023년 1월 14일 러시아 미사일 공격 이후. 솔로비요프는 우크라이나 도시에 대한 보복 공격을 촉구했다.

2022년 10월 8일, 크림 대교 도로 부분에서 폭발로 인해 화재가 발생했다. 솔로비요프는 "다리, 댐, 철도, 열병합 발전소 및 기타 기반 시설"을 대상으로 우크라이나 전역에 대한 보복 공격을 촉구했다. 그는 또한 푸틴에게 스탈린 시대의 소련 대첩보 기관인 스메르시("스파이에게 죽음을"이라는 모토를 가진)를 복구하여 우크라이나 전쟁에 대한 내부 반대를 억압할 것을 촉구했다.
2022년 11월 말, 솔로비요프는 옌스 스톨텐베르그 나토 사무총장이 노르웨이인이므로 러시아가 노르웨이를 공격해야 한다고 제안했다. 이는 노르웨이에서 심각하게 받아들여지지 않았다.
솔로비요프는 러시아가 핵 공격으로 전쟁을 확대해야 한다고 반복적으로 촉구했다. 2023년 1월, 그는 "삶은 지나치게 과대평가되었다"고 말하며 러시아인들에게 죽음을 두려워하지 말라고 촉구했고, "피할 수 없는 것을 왜 두려워하는가? 우리는 천국으로 갈 것이다"라고 말했다.
솔로비요프는 가자 전쟁 중 가자 지구에서의 이스라엘 행동을 비판하며 "서방이 러시아 군대의 잔혹성에 대한 발언을 중단하기를 바란다. 잔혹함을 원한다면 이스라엘 군대가 어떻게 싸우는지 보라"고 말했다. 그는 다가오는 서방에 대한 "글로벌 지하드"를 경고하며 러시아와 이슬람 세계의 동맹을 촉구했다.
2024년 1월 30일, 솔로비요프는 2024년 러시아 대통령 선거에서 유일한 반전 후보였던 보리스 나데즈딘에게 경고하며 "보리스가 불쌍하다. 그 바보는 자신이 대통령 후보로 나선 것이 아니라 조국 배반죄로 형사 사건에 휘말릴 것이라는 것을 깨닫지 못했다"고 말했다.

## 논란, 2006년–2022년
2006년 10월, 솔로비요프는 사마라 (러시아) 시 지역의 수장 후보인 빅토르 타르호프와 게오르기 리만스키 간의 TV 토론을 진행했다. 솔로비요프가 방송 중과 방송 후 타르호프를 모욕하자, 타르호프는 1000만 루블의 소송을 제기했다. 1년 반 후, 법원은 부분적으로 주장을 받아들여 피고로부터 7만 루블을 징수했다.
2014년 2월, 솔로비요프는 풀 컨택트 프로그램에서 고등경제대학교의 응용 정치학 학부 "후원 아래" "조직적인 테러 집단"이 활동하며 "마이단 지하 활동"을 준비했다고 발표했다. 대학은 솔로비요프의 발언과 학생들의 발언에 부정적인 반응을 보였고, 기관을 스캔들 참가자들의 정치적 입장과 연결하려는 시도는 도발로 간주되었다.

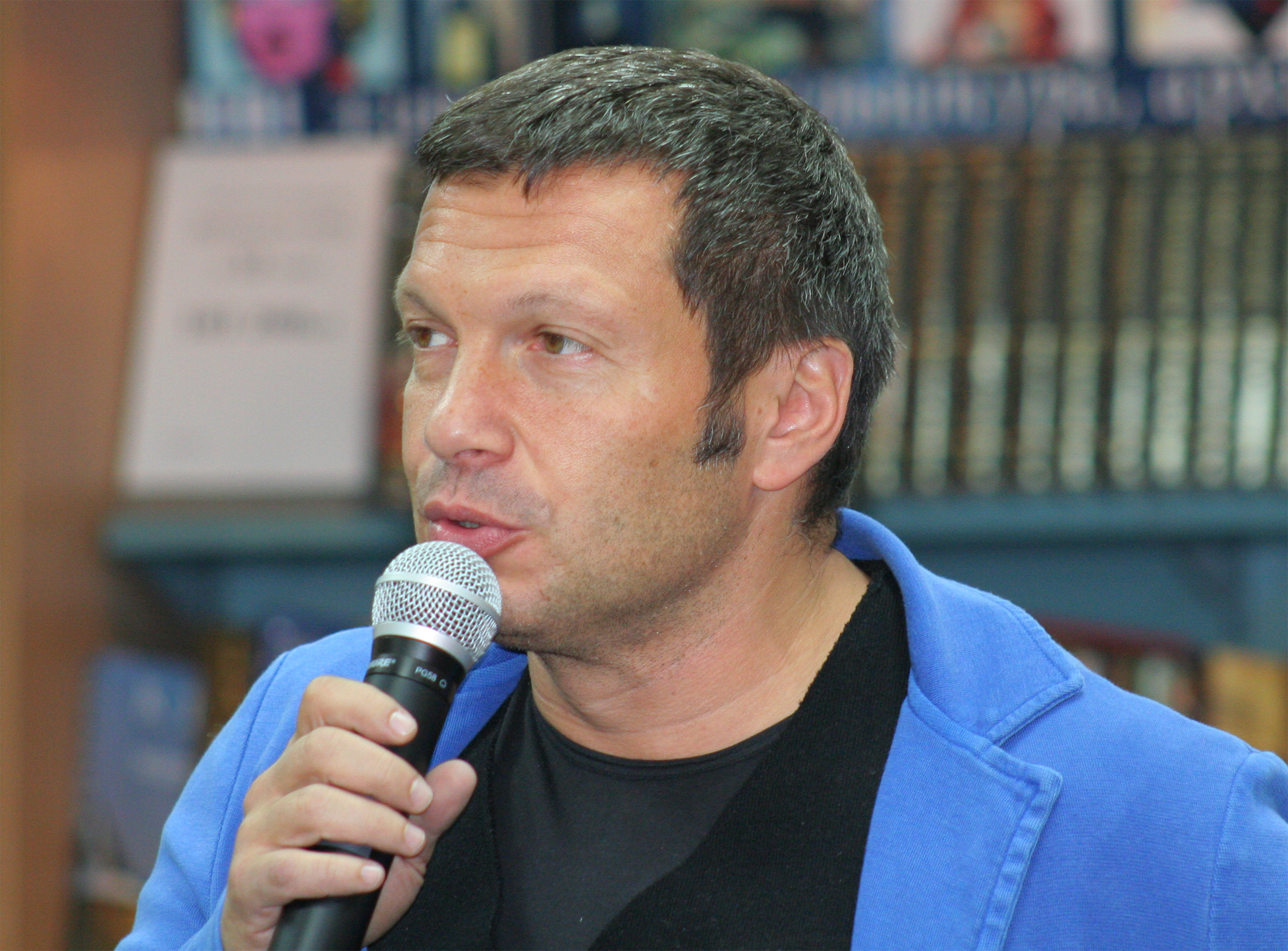
2010년 솔로비요프

2014년 6월, 사업가 세르게이 폴론스키는 2013년 11월 방송으로 인해 "베스티 FM" 라디오 방송국과 솔로비요프를 상대로 명예 보호 및 정신적 피해 보상금 2억 루블을 청구하는 소송을 모스크바 사벨롭스키 법원에 제기했다. 폴론스키는 소송에서 패소했다.
2014년 8월, 우크라이나 국립 텔레비전 및 라디오 방송 위원회는 러시아의 크림반도 합병과 러시아-우크라이나 전쟁에 대한 그의 입장으로 인해 솔로비요프를 제재 목록에 포함시켰다.
2016년 6월, 그는 선거 운동에 개입하여 스베르들롭스크 주 통합 러시아 예비선거에서 "나 자신을 돌볼 수 있고, 나라를 돌볼 수도 있다"는 슬로건으로 선거 운동을 벌인 KVN 여배우 율리아 미할코바-마튜히나를 강하게 비판했다. 그 후 미할코바-마튜히나는 후보직을 사퇴했다.
2017년 9월, 채널 1의 프로그램 이브닝 우르간트 방송 중, 진행자 이반 우르간트는 전 MTV 러시아 진행자 이레나 포나로시쿠가 스튜디오에 가져온 나이팅게일 배설물로 만든 얼굴 마스크에 대한 발언에 답하며 이렇게 말했다. "우선, 이것은 '러시아' 채널의 쇼에 아주 좋은 이름이다..." (성 "솔로비요프"는 러시아어로 "나이팅게일"을 의미하는 "솔로베이"에서 유래했다.)
이 에피소드는 솔로비요프의 주목을 받았다. TV 방송 후 며칠 뒤, 그는 극동 지역 라이브 프로그램에서 다음과 같은 발언을 했다. "미로트보레츠에 들어가지 않는 아주 좋은 방법을 알고 있다. 당신의 채널에서 나에 대해 불쾌한 농담을 하는 것으로 충분하다." 솔로비요프의 프로그램이 모스크바에서 방송될 때, 이 발언은 진행자 본인의 요청으로 삭제되었다. 나중에 콤소몰스카야 프라우다와의 인터뷰에서 솔로비요프는 우르간트의 발언을 "선전포고"로 간주했다.
2018년 11월, 상트페테르부르크에서 블라디미르 솔로비요프에 반대하는 피켓 시위가 열렸다. 경찰은 7명을 체포했고, 이 중 6명은 곧 석방되었다. 피켓 시위 참가자 중 한 명인 파벨 이반킨은 경찰관의 정당한 요구 불복종에 대한 행정 조항에 따라 조서가 작성되었다. 피켓 시위 참가자들은 솔로비요프를 특히 나치 독일의 주요 선전가 중 한 명이자 신문 데어 슈튀르머의 편집장이었던 율리우스 슈트라이허와 비교했다.
2019년 5월, 예카테린부르크에서 드라마 극장 근처 공원에 성 카타리나 대성당 건설에 반대하는 시위가 벌어지는 동안, 블라디미르 솔로비요프는 시위대를 "악마"와 "악마들"이라고 부르며, 그들을 정화하기 위해 도시를 방문하겠다고 약속했다. 솔로비요프의 발언에 대한 응답으로 시위대는 그를 고소하기 시작했고, 심지어 그는 결투에 도전받기도 했다.
2020년 4월, 스포츠 언론인 바실리 우트킨은 텔레비전에서 러시아 정부의 코로나19 범유행 처리를 비판했다. 솔로비요프는 이에 대해 우트킨을 "뚱보"이자 정신병자라고 불렀다. 이로 인해 둘 사이에 욕설이 오갔고, 솔로비요프는 우트킨에게 신체적 폭력을 가하겠다고 위협했다.
2022년 8월, 솔로비요프는 가수 알라 푸가초바가 일시적으로 러시아를 떠난 것을 비판하기 시작하며 그녀를 애국심 부족으로 비난했다. 9월에는 그녀가 선거 운동 중 "다양한 정치 후보자들"을 지원하여 돈을 벌고 이 수입에 대해 세금을 내지 않았다고 비난했다. 푸가초바는 이에 대해 솔로비요프에게 소셜 미디어에서 그가 "분노와 무례함으로 터져버릴 수 있다"고 경고하며, 특정 인물을 명시하지는 않았지만 "한 사람의 얼굴을 채워줄 것"이라고 말했다. 9월 7일, 솔로비요프는 얼굴에 찰과상을 입은 채 방송에 출연하여 부상의 원인에 대해 언급을 거부했다.

## 논란 및 비판

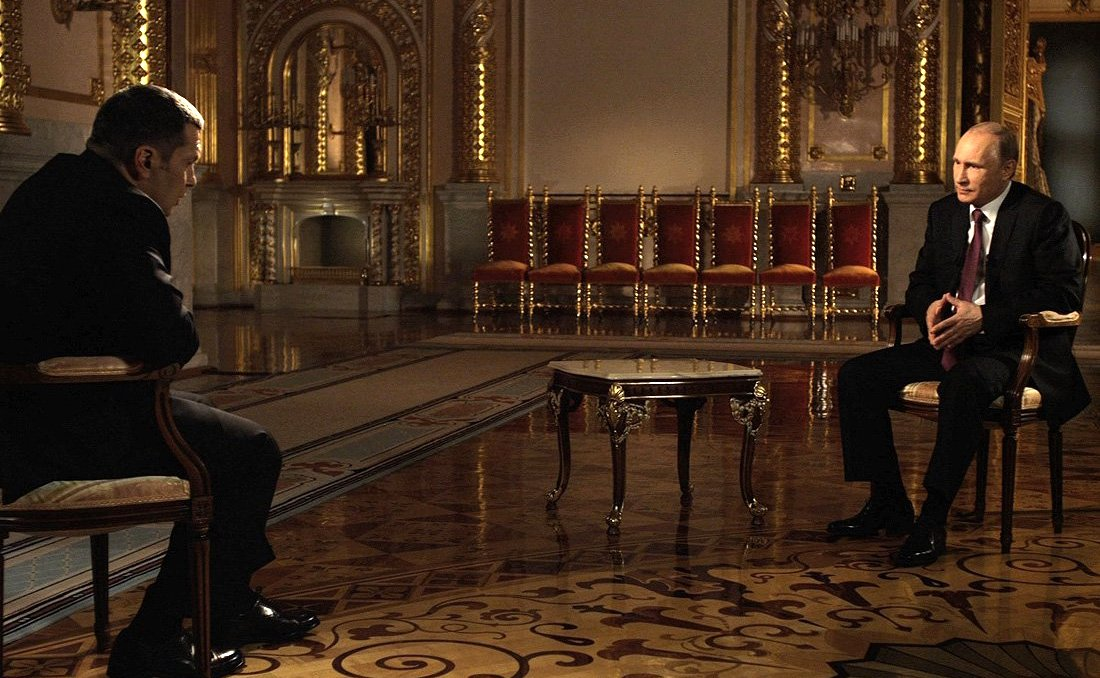
블라디미르 푸틴 러시아 대통령과의 인터뷰. 다큐멘터리 영화 <프레지던트>, 2015년.

수많은 언론 기관들은 솔로비요프를 선전가로 묘사하고 그가 역정보를 퍼뜨린다고 비난했다. 솔로비요프는 자신의 애국주의에 대해 정기적으로 이야기하고, 푸틴 치하의 러시아 발전과 서방의 쇠퇴에 대한 주장을 펼친다. 2007년 11월 21일 루즈니키 스타디움에서 열린 선거 유세 포럼에서 솔로비요프는 푸틴을 지지하며 그를 조국을 사랑하고 러시아인들이 조국을 자랑스럽게 여기도록 모든 것을 하는 "강력하고, 지능적이며, 재능 있는 지도자"로 묘사했다.
2011년, 솔로비요프는 베스티 FM 라디오 방송국에서 아르메니아-아제르바이잔 분쟁을 홀로코스트에 비유하는 발언을 했다. 아제르바이잔의 산악 유대인 종교 공동체는 베스티 FM 라디오 방송국과 러시아 유대인 회의 지도부에 항의 성명을 보내 솔로비요프의 행동을 비판하고 그의 발언이 아제르바이잔 국민에게 모욕적이라고 주장했다.
2014년 2월 말, 솔로비요프는 다른 친푸틴 언론인, 공공 및 정치인들과 함께 "우리 모두는 베르쿠트" 재단에 대한 호소문에 서명했는데, 이 재단은 주로 오렌지 혁명과 유로마이단 기간 동안 우크라이나 시위대에 대한 폭력과 총격에 가담한 우크라이나 특수부대 "베르쿠트"의 대원들을 지원하기 위해 설립되었다.
2014년 러시아-우크라이나 전쟁이 시작된 이래로 솔로비요프의 입장은 푸틴 대통령과 러시아 정부의 입장과 같았다. 즉, 이 분쟁은 우크라이나 마이단의 파시스트와 반군이 장악한 동부 지역의 반파시스트 간의 싸움이라는 것이다.
솔로비요프는 크림 문제와 같이 여러 질문에 대한 자신의 의견을 여러 번 바꿨다.
러시아와 우크라이나 사이에 전쟁을 시작하려는 어떤 사람도 범죄자이며, 더 나아가 그런 범죄의 정도를 상상할 수도 없다. 우크라이나에는 정신적으로, 혈통적으로, 공통된 역사적으로 우리에게 형제 같은 사람들이 살고 있다. "세바스토폴은 우리 것이다!"라고 외치지 마라! "크림반도는 우리 것이다!"라고 외치지 마라!— (2008년)

크림반도가 왜 필요한가?... 그것은 의심할 여지 없이 흐루쇼프에 의해 (우크라이나로) 합법적으로 이양되었다. 우리가 갑자기 (되찾겠다고) 말한다면 – 그것은 전쟁을 의미한다. 우크라이나와 전쟁을 원하느냐? (덧붙여 말하면) 오랫동안 타타르족 영토가 된 크림반도를 차지하기 위해 우크라이나인과 러시아인의 생명을 얼마나 희생할 준비가 되어 있는가?... 크림반도 주민들은 (러시아 재합병에) 반대한다.— (2013년)

우리는 이 날을 최대한 가까이 가져왔다. 크림반도와 세바스토폴은 다시 러시아의 일부가 되었다. 역사적 정의가 승리했다!— (2014년 3월 18일)

2017년 6월, 솔로비요프는 모스크바에서 열린 반부패 집회 참가자들을 "영원히 2%의 쓰레기", "부패한 공무원의 자녀" 및 "다수결의 멍청이"라고 불렀으며, "경찰이 없었다면 (반대 시위) 사람들이 그들을 갈기갈기 찢어 놓았을 것"이라고도 말했다. 이 발언은 언론인 알렉산드르 넵조로프의 비판을 받았다. 솔로비요프는 일부 시청자와 러시아 야당 언론인들에게 비슷한 발언을 계속 사용했다.
2020년 2월, 반부패 재단 (FBK) 변호사 알렉산드르 골로바치는 솔로비요프의 다큐멘터리 무솔리니. 일몰(Sunset)이 "나치즘 재활성화 반대" 법 및 기타 규범적 법률 조항 위반 여부를 확인해 달라고 러시아 수사위원회에 요청했다.
2020년 5월, Change.org에서 솔로비요프의 이탈리아 및 기타 EU 국가 입국 금지를 요구하는 청원이 서명을 받기 시작했다. 이 청원은 이탈리아 내무부 장관 루치아나 라모르게세에게 전달되었으며, 20만 명 이상의 지지를 받았다. 솔로비요프는 이 이니셔티브의 출현에 대해 언급을 거부했다.
2021년 2월, 솔로비요프는 클럽하우스 소셜 네트워킹 앱에서 차단되었다. 마찬가지로 라트비아에서는 솔로비요프가 구금된 야당 지도자 알렉세이 나발니를 아돌프 히틀러에 비유하며 "이 코피스 퓌러[나발니]와 달리 그는[히틀러]는 매우 용감한 사람이었고 군 복무를 피하려 하지 않았다"고 말한 후 기피 인물 명단에 포함되었다. 러시아 연구 교육 홀로코스트 센터의 회장 알라 게르버는 다음과 같이 말했다.
그는 미쳤고 위험하다. 그런 사람들은 예측 불가능하며, 원하는 대로 말하고, 행동하고, 때리고, 모욕할 수 있다. 반대파 인물, 민주주의를 위해 싸우는 사람을 히틀러와 비교하는 이런 고상한 발견에 도달하는 데는 아마도 수년 동안 매우 오랫동안 생각해야 했을 것이다. 미치광이이자 매우 나쁜 사람이어야 한다.
히틀러를 용감한 사람이라고 부르는 것은 솔로비요프를 대담하게 악당이라고 불러야 한다. 한때 솔로비요프가 어느 정도 남자다웠을 때, 그는 나에게 다가와 말했다. "알로치카, 하지만 당신은 내가 유대인이라는 것을 알지." 나는 그에게 그가 우리 민족의 수치라고 말했다. 이제 나는 이것을 반복한다. 그는 내 민족의 수치일 뿐만 아니라, 우리 모든 국민에게, 어떤 품위 있는 공동체에게도 수치이다. 나는 단지 분노에 휩싸여 있을 뿐이다.

2024년 2월 21일, 유명한 러시아 군사 블로거 안드레이 모로조프 (별명 Murz)는 텔레그램에 러시아군이 아우디이우카 전투에서 16,000명 이상의 병력과 300대의 차량을 잃었다고 보고한 이전 게시물을 솔로비요프가 삭제하도록 협박한 후 자살했다. 모로조프는 자살 편지에서 자신이 지휘관들의 괴롭힘 때문에 그렇게 했다고 밝혔는데, 이 지휘관들은 "블라디미르 솔로비요프가 이끄는 정치적 창녀들"이었다.

### 선동 혐의

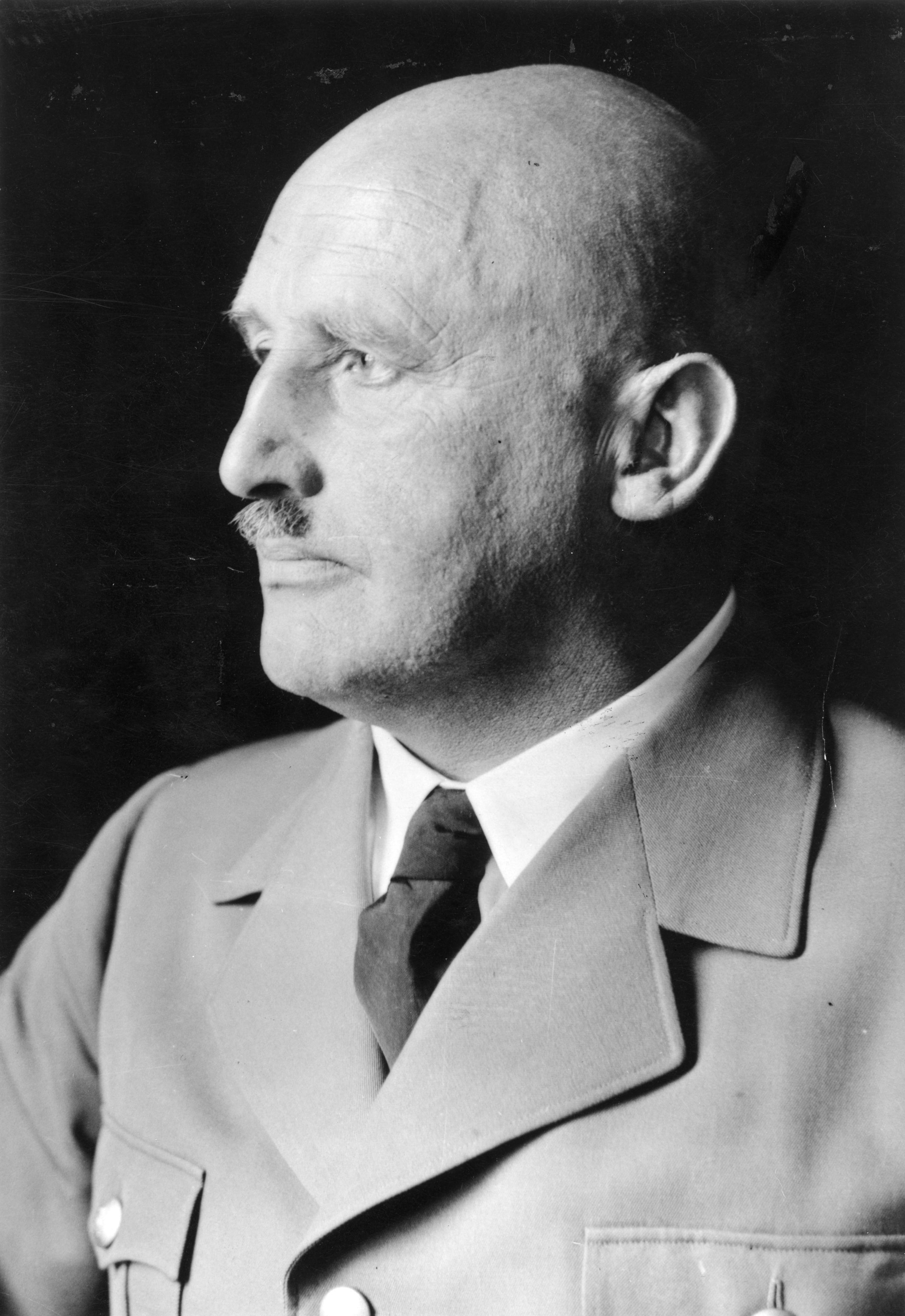
솔로비요프는 나치 독일 선전가 율리우스 슈트라이허에 비유되었다.

블라디미르 솔로비요프는 일부 사람들에게 선동가로 지칭되며 역정보를 퍼뜨린다는 비난을 받아왔다. 러시아 국영 언론은 그를 TV 진행자로 묘사하지만, 우크라이나 언론은 그를 선동가로 지칭한다. 일부 독립적인 러시아 언론 매체는 그를 선동가로 묘사하며, 2018년 러시아 대통령 후보 크세니야 솝차크는 생방송 대선 토론에서 그를 선동가라고 불렀다. 미국 국무부는 그를 "가장 정력적인 크렘린 선동가"라고 불렀다.
솔로비요프는 증오심 표현, 히스테리, 고함, 사적인 공격, 직접적인 모욕, 굴욕을 포함한 작업 방식 때문에 비판을 받아왔다. 그는 또한 그의 TV 쇼 블라디미르 솔로비요프와 함께하는 저녁, 라디오 프로그램 풀 컨택트, 그리고 소셜 네트워크에서 역정보를 퍼뜨린다는 비난을 받았다. 미국 국무부가 2022년 1월부터 3월까지 강조한 솔로비요프가 유포한 역정보 논지는 다음과 같다.
- 2022년 1월 26일, 솔로비요프는 미국이 유럽 경제를 파괴하고 미국 액화 천연가스에 의존하게 만들기 위해 우크라이나를 러시아와의 전쟁으로 몰아넣으려 한다고 말했다.
- 2022년 1월 29일, 솔로비요프는 우크라이나 대통령 볼로디미르 젤렌스키가 정신병을 앓고 있으며 키이우가 돈바스에서 대규모 테러 공격을 계획하고 있다고 주장했다.
- 2022년 1월 30일, 솔로비요프는 영국, 폴란드, 우크라이나가 러시아를 공격할 계획이라고 주장했다.
- 2022년 1월 31일, 솔로비요프는 앵글로색슨족이 러시아와 우크라이나 간의 전쟁을 꿈꾼다고 주장했다.
- 2022년 2월 2일, 솔로비요프는 미국이 러시아 아동에게 제재를 가하고 유럽을 혼란에 빠뜨릴 계획이라고 말했다.
- 2022년 3월 6일, 솔로비요프는 우크라이나인들이 위장 러시아 공격을 벌였다고 주장했다.
- 2022년 3월 12일, 솔로비요프는 펜타곤이 우크라이나에서 생물학 무기를 개발하고 있다고 주장했다.
- 2022년 3월 16일, 솔로비요프는 우크라이나인들이 러시아에 죄를 뒤집어씌우기 위해 자국 민간인을 살해하고 있으며, 러시아는 군사 시설만을 목표로 한다고 주장했다.

솔로비요프는 또한 부차 학살에 영국인들이 책임이 있다는 주장을 퍼뜨렸는데, 그 이유는 도시 이름이 바이든 대통령이 푸틴을 묘사하는 데 사용한 영어 단어 "butcher(도살자)"와 비슷하기 때문이며, 세르게이 스크리팔과 알렉세이 나발니의 독극물 중독 사건은 러시아를 비난하기 위한 서방의 도발로 조작되었다고 주장했다. 그는 또한 독일 총리 올라프 숄츠를 '그의 콧수염 달린 우상'인 아돌프 히틀러에 비유했다.
EUvsDisinfo 프로젝트는 2015년 이후 솔로비요프의 프로그램에서 나온 195건의 역정보 사례를 문서화했다. 노바야 가제타의 솔로비요프 경력 분석은 그가 푸틴 정권의 가치와 이념에 대한 현재의 깊은 헌신에 의문을 제기한다. 경력 초기에 솔로비요프는 존경받는 독립 언론인이었지만, 분명히 몇몇 문제에서는 러시아 당국의 호의를 유지하기 위해 "잘못된 길"을 걸었다. 예를 들어, 2013년에는 크림반도 합병에 반대하며 이것이 정당화되지 않은 전쟁으로 이어질 수 있고, 그 반도가 법적으로 우크라이나에 속한다고 주장했다. 그러나 불과 1년 후, 크림반도 합병 이후 그는 "우리는 이 날을 최대한 가까이 가져왔다 – 크림반도와 세바스토폴은 다시 러시아의 일부가 되었다. 역사적 정의가 승리했다"고 선언했다.
러시아 반체제 인사 알렉산드르 스코보프는 솔로비요프를 뉘른베르크 재판에서 교수형당한 데어 슈튀르머의 발행인인 나치 선전가 율리우스 슈트라이허에 비유했다.

## 개인 생활
블라디미르 솔로비요프는 세 번 결혼하여 여덟 자녀를 두었다고 알려져 있다. 첫 번째 아내의 이름은 올가이며, 두 자녀를 함께 두었다.
두 번째 아내의 이름은 율리아이며, 딸이 한 명 있다.
2001년부터 솔로비요프는 역시 유대인이며 심리학자이자 유명한 러시아 풍자작가 빅토르 코클류시킨의 딸인 헬가 솔로비요바(본명: 세프)와 결혼했다. 그녀는 어머니 쪽으로 볼가 독일인과 에스토니아인 혈통이다. 그들은 함께 다섯 자녀를 두었다.
2023년 2월, 그는 21세 아들이 우크라이나 전쟁에 자원입대하지 않은 이유를 묻는 비판자들로부터 아들을 변호했다. 블라디미르 솔로비요프는 이전에 모든 건장한 러시아 남성에게 우크라이나 전쟁에 자원입대할 것을 권장했으며, 동원을 피하기 위해 러시아를 떠난 젊은이들을 비난했다.
솔로비요프는 유대인 혈통이며 유대교를 믿는다고 언급했다. 그는 또한 2009년부터 엘가 세프와의 결혼으로 얻은 자녀들과 자신을 위해 이탈리아에 거주 허가증과 세금 거주자 자격을 보유하고 있다.
솔로비요프는 공수도 검은띠를 가지고 있다고 알려져 있지만, 어떤 연맹에서 어떤 상황에서 받았는지는 불분명하다. 그는 러시아에서 인식되지 않는 고시키 가라테 연맹의 홀에서 단 한 번 기모노를 입고 대중 앞에 나타났을 뿐이다. 그러나 그는 자신의 무술 기술을 시연할 수 없었고, 그의 코치들은 거짓 무술을 홍보하는 것으로 알려진 인물들이었다.

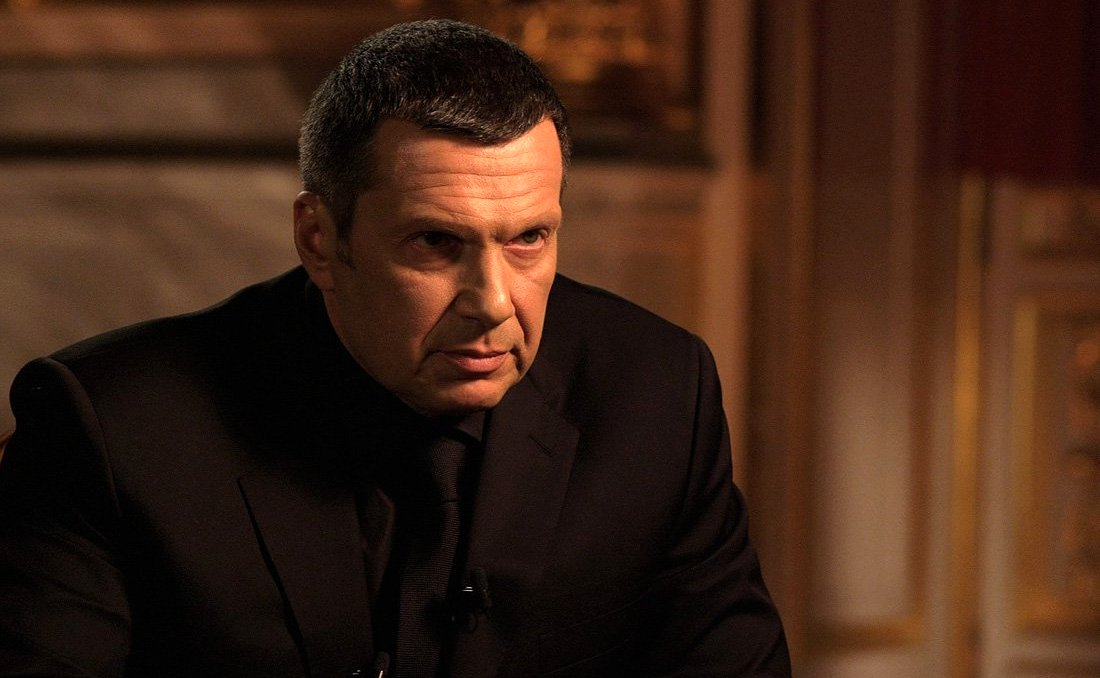
2015년 솔로비요프

솔로비요프는 자신을 소련 애국자로 여기며 자주 망치와 낫이 그려진 재킷을 입고 프로그램을 진행한다.

### 부동산
블라디미르 솔로비요프는 유럽 연합과 러시아 연방에 여러 부동산을 소유하고 있는 것으로 알려져 있다. 유럽 연합에서는 이탈리아 코모호에 위치한 빌라를 소유하고 있는데, 이는 2019년 반부패 재단 (FBK)에 의해 발견되었다. 솔로비요프는 러시아 1 TV 채널의 보리스 코르체프니코프의 프로그램 "인간의 운명"에 출연하여 빌라의 존재를 확인하고, 2000년대 초에 루블료프카의 비슷한 저택보다 부동산 가격이 저렴했던 시기에 대가족을 위해 구입했다고 말했다. 그는 또한 소련 시대부터 사업을 해왔으며, 정기적으로 세금을 납부하고, 공무원으로 일한 적이 없다고 주장했다.
2019년 1월, FBK는 솔로비요프가 코모호에 두 번째 빌라와 마이바흐 자동차를 소유하고 있다는 사실을 발견했다. 2019년 7월, FBK는 솔로비요프가 이탈리아에서 영주권 지위를 가지고 있다는 것을 밝혀냈다. 그리고 다음 날, FBK의 설립자인 알렉세이 나발니는 체포되었다.
2022년 2월, 러시아 정부 기관인 로스콤나조르는 FBK가 러시아에서 극단주의 조직으로 인정받았기 때문에, 솔로비요프의 이탈리아 부동산에 대한 정보를 포함하여 FBK 조사에 대한 여러 언론사의 보도를 삭제할 것을 요구했다.
게다가 2022년 러시아의 우크라이나 침공 이후 솔로비요프가 산속에 집 한 채와 해변에 또 다른 집 한 채를 소유하고 있다는 사실이 밝혀졌다. FBK는 또한 솔로비요프가 코모호에 빌라를 구입한 후 이탈리아 거주 증명서를 발급받았다는 사실을 밝혀냈다. 2022년 3월 5일, 그의 코모호 빌라 두 채는 국가에 의해 압류되었다.
러시아 연방에서 솔로비요프는 돌고루코프스카야 거리에 세 채의 모스크바 아파트를 소유하고 있다. 솔로비요프는 또한 모스크바주에 집 한 채와 다차를 소유하고 있다.
FBK에 따르면, 솔로비요프의 모스크바, 모스크바 주, 피아넬로 델 라리오에 있는 부동산의 총 가치는 10억 루블로 추정된다. 그러나 솔로비요프 자신은 이 평가에 동의하지 않지만, 스스로를 "부유하고 돈 많은" 사람이라고 묘사한다.

### 암살 조작극
2022년 4월, 블라디미르 푸틴은 연방보안국(FSB)이 솔로비요프를 살해하려는 우크라이나 네오나치의 음모를 저지했다고 밝혔다. FSB는 이후 용의자 아파트를 급습한 영상을 공개했는데, 영상에는 "서명 불분명"이라는 글이 적힌 책, 녹색 가발, 심즈 비디오 게임 상자 세 개, 나치 스타일의 티셔츠, 아돌프 히틀러 초상화, 그리고 우크라이나 여권들이 등장했다. <데일리 텔레그래프>의 나탈리야 바실리에바는 이 영상이 "실패한 음모가 러시아 정보기관의 조작극일 수 있다는 의혹을 제기했다"고 보도했는데, 서명이 "너무 문자 그대로 실행된 명백한 지시"처럼 보였고, 심즈 상자는 "음모를 조작하는 데 도움이 되었을 휴대폰 유심 카드 대신" 오류로 보여졌을 수 있다고 지적했다. 또한 제시된 우크라이나 여권들은 구식인 것으로 확인되었다.

## 작품

### 텔레비전
- Актуальное интервью «Страсти по Соловьёву»/«Страсти по…»; (시사 인터뷰 "솔로비요프를 위한 열정" / "…를 위한 열정") — TNT, 1999–2002[147]
- Ток-шоу «Процесс» (совместно с Александром Гордоном); (토크쇼 "프로세스" (알렉산드르 고르돈과 공동 진행)) — ORT, 1999–2001[148][149]
- Утренний канал "На свежую голову"/ "Сегоднячко на свежую голову" (совместно с Еленой Ильиной); 모닝 채널 "신선한 정신으로" / "오늘 신선한 정신으로" (옐레나 일리나와 공동 진행) — TNT, 2000-2001[147]
- Документальное наблюдение «Завтрак с Соловьёвым»; 다큐멘터리 관찰 "솔로비요프와 함께하는 아침 식사" — TV-6, 2001–2002; TVS, 2002[150]
- Музыкальная программа "Соловьиная ночь"; 음악 프로그램 "나이팅게일의 밤" — TV-6, 2001–2002[151]
- Новогоднее шоу "Венеция в Москве" (совместно с Юлией Бордовских); 신년 쇼 "모스크바의 베네치아" (율리아 보르도프스카야와 공동 진행) — TV-6, 2001[152]
- Актуальное интервью "Смотрите, кто пришёл!"; 시사 인터뷰 "여기 누가 왔는지 봐!" — TVS, 2002–2003[153]
- Ток-шоу "Поединок"; 토크쇼 "결투" — TVS, 2002–2003;[153] 러시아 1, 2010–2017[154]
- Теледебаты кандидатов в депутаты Государственной думы РФ и Президента РФ; 러시아 연방 국가 두마 및 러시아 연방 대통령 후보 TV 토론 — 러시아 1, 2011–2012, 2018
- Детский конкурс талантов "Синяя птица"; 어린이 재능 경연대회 "파랑새", 러시아 1[155]
- Ток-шоу "Кто против?" (совместно с Сергеем Михеевым); 토크쇼 "누가 반대하는가?" (세르게이 미헤예프와 공동 진행) — 러시아 1, 2019[156][157]

### 내러티브 영화
| 연도 | 제목 | 역할                  |
| ---- | --- | --------------------- |
| 2000 | Агент национальной безопасности — 2 (24 серия — Технология убийства) 국가 보안 요원 — 2 (에피소드 24 — 살해 기술) | 보리스 로파틴, 사업가 |
| 2004 | Только ты… или богатая Лиза 오직 너… 또는 부자 리사                                                               | 진행자                |
| 2005 | Богиня прайм-тайма 프라임 타임의 여신                                                                             | 카메오                |
| 2006 | Парк советского периода 소련 시대 공원                                                                            | 카메오                |

### 다큐멘터리
- 2013년 — «Муссолини. Закат» (무솔리니. 일몰) — 작가 및 진행자.[158]
- 2015년 — «Президент» (대통령) — 공동 작가 및 진행자.[159]
- 2015년 — «Миропорядок» (세계 질서) — 공동 작가 및 진행자.[160]
- 2018년 — «Миропорядок 2018» (세계 질서 2018) — 작가 및 진행자.[161]

## 대중 매체에서
2019년 9월 28일, 보리스 그레벤시치코프는 자신의 유튜브 채널에 전형적인 텔레비전 선전가를 묘사한 노래 "이브닝 M"을 업로드했다. ("M"은 무례한 러시아어 단어인 "Mudozvon"을 의미한다.) 솔로비요프는 그레벤시치코프가 "가수로서 퇴보했다"고 주장했으며, "러시아에는 '이브닝'이라는 단어가 들어간 프로그램이 있는데, 이는 "이브닝 우르간트" 프로그램을 암시한다"고 말했다. 그레벤시치코프는 "이브닝 U"와 "이브닝 M" 사이에는 "품위와 수치 사이의" 넘을 수 없는 거리가 있다고 답했다.
이브닝 우르간트의 이반 우르간트는 이 노래를 분석하며, 여러 면에서 솔로비요프에 관한 것임을 암시했다. 2019년 9월, 노래 "Evening Bullshitter"은 솔로비요프에게 헌정되었다.
솔로비요프는 이 노래가 볼로디미르 젤렌스키 우크라이나 대통령에게 헌정된 것이라고 주장했다. "이브닝 M"이라는 문구는 솔로비요프와 연관되었고, 언론인 블라디미르 포즈너는 "그는 받을 것을 받았다"고 말하며 솔로비요프가 언론에 큰 해를 끼치고 있으며, "만나도 악수하지 않을 것"이라고 의견을 표했다.
2019년 10월, 솔로비요프는 한 주 동안 텔레비전 진행자로 가장 긴 시간(25시간 53분 57초)을 기록하여 기네스 세계 기록에 등재되었다.
2019년 10월 30일, 영국 텔레비전 채널 채널 4는 영화 <푸틴의 세계>(The World According to Putin)를 공개했다. 이 영화는 러시아 정치 토크쇼와 블라디미르 푸틴의 연설 파편으로 구성된 50분 분량의 작품이다. 영화에는 솔로비요프의 발언이 포함되어 있는데, 특히 "영국은 공중 화장실 수준으로 전락했다"는 내용이 있다. 가디언 칼럼니스트 스튜어트 제프리스에 따르면, 이 영화는 "완전히 작동하는 선전 기계 – 혼란에 빠진 국가의 시선을 돌리기에 딱 좋은 것"을 보여주었다.

## 수상
- 2005년 가을, 솔로비요프는 최고의 인터뷰어로서 TEFI 러시아 텔레비전 상을 수상했다.[177]
- 2013년, 솔로비요프는 블라디미르 푸틴으로부터 명예 훈장을 받았다.

## 저서
- Евангелие от Соловьёва. (솔로비요프의 복음) — 2005. — ISBN 5-98720-006-7. 2007년에 재판.
- Русская рулетка. (러시아 룰렛) — М.: Eksmo, 2006. — ISBN 978-5-699-10164-1.
- Мы и Они. Краткий курс выживания в России. (우리와 그들. 러시아에서 살아남는 짧은 코스) — М.: Eksmo, 2007. — ISBN 978-5-699-22098-4.
- Апокалипсис от Владимира. (블라디미르의 묵시록) — М.: Eksmo, 2007. — ISBN 978-5-699-23434-9. ("Евангелие от Соловьёва"의 속편).
- Путин. Путеводитель для неравнодушных. (푸틴. 무관심하지 않은 사람들을 위한 가이드) — М.: Eksmo, 2008. — ISBN 978-5-699-23807-1.
- Хроники Второго пришествия. (재림의 연대기) — М.: Eksmo, 2008. — 544 p. — ISBN 978-5-699-27022-4.
- Противостояние: Россия. (대결: 러시아) — USA. — 2009. — ISBN 978-5-699-32158-2. (니콜라이 즐로빈과 공동 저술).
- Мы — русские! С нами Бог! (우리는 러시아인이다! 우리와 함께하는 하느님!) — 2009. — ISBN 978-5-699-37611-7.
- Соловьёв против Соловьёва. Худеть или не худеть? (솔로비요프 대 솔로비요프. 살을 뺄 것인가 말 것인가?) — М.: Eksmo, 2009. — ISBN 978-5-699-32605-1.
- Минус 80 килограммов! Кто больше? (마이너스 80킬로그램! 누가 더?) — М.: Eksmo, 2009. — 256 p. — ISBN 978-5-699-32605-1.
- Путин — Медведев. Что дальше? (푸틴 — 메드베데프. 다음은 무엇인가?) — М.: Eksmo, 2010. — 384 p. — ISBN 978-5-699-40992-1. (니콜라이 즐로빈과 공동 저술).
- 1001 вопрос о прошлом, настоящем и будущем России. (러시아의 과거, 현재, 미래에 대한 1001가지 질문) — М.: Eksmo-Press, 2010. — 288 p. — ISBN 978-5-699-43999-7.
- Русская рулетка. Заметки на полях новейшей истории. (러시아 룰렛. 최근 역사 여백의 메모) — М.: Eksmo-Press, 2010. — 352 p. — ISBN 978-5-699-42522-8.
- Манипуляции. Атакуй и защищайся! (조작. 공격하고 방어하라!) — М.: Eksmo, 2011. — 352 p. — ISBN 978-5-699-43859-4.
- Евангелие от Соловьёва. (솔로비요프의 복음) — М.: Eksmo, 2011. — 352 p. — ISBN 978-5-699-51500-4.
- Враги России. (러시아의 적들) — М.: Eksmo, 2011. — 320 p. — ISBN 978-5-699-52340-5.
- Последний солдат империи: Юрий Дмитриевич Маслюков в воспоминаниях современников. (제국의 마지막 병사: 현대인의 회고 속 유리 드미트리예비치 마스류코프) — М.: Eksmo, 2011. — 224 p., 1 000 cop. — ISBN 978-5-699-50107-6.
- Империя коррупции. Территория русской национальной игры. (부패의 제국. 러시아 민족 게임의 영토) — М.: Eksmo, 2012. — ISBN 978-5-699-54425-7.
- Русский вираж. Куда идёт Россия? (러시아 회전. 러시아는 어디로 가는가?) — М.: Eksmo, 2014 (니콜라이 즐로빈과 공동 저술). — ISBN 978-5-699-73222-7.
- Разрыв шаблона. (패턴 깨기) — М.: Eksmo, 2015. — 320 p. — ISBN 978-5-699-79372-3.
- Русская тройка. (러시아 트로이카) — М.: Eksmo, 2016. — 735 p. — ISBN 978-5-699-88126-0.
- Апокриф. (외경) — М.: Eksmo, 2016. — 576 p. — ISBN 978-5-699-88130-7.
- Зачистка: Роман-возмездие. (소탕: 소설 복수) — М.: Eksmo, 2016. — 288 p. — ISBN 978-5-699-82232-4>.
- Революция консерваторов. Война миров. (보수 혁명. 세계의 전쟁) — М.: Eksmo, 2017. — 320 p. — ISBN 978-5-699-99495-3.
- Сложные переговоры в комиксах. Книга-тренер. (만화로 보는 복잡한 협상. 트레이너 북) — М.: Eksmo, 2018. — 176 p. — ISBN 978-5-04-092386-1.

## 내용주
1. ↑  다른 철자: Soloviev

### 기사
- 권력으로 돌진하는 뱀파이어들 (러시아어)